# Netlify
Netlify è un'azienda statunitense fondata nel 2014 e specializzata nell'offrire soluzioni integrate di cloud computing, web hosting, platform as a service e strumenti per la creazione di siti web dinamici e applicazioni web.

## Descrizione
Fondata nel 2014 come MakerLoop dall'imprenditore danese Mathias Biilmann e lanciata nel 2015, dal 2017 viene rinominata con il nome attuale.
La piattaforma si è via via diffusa e ha portato a diversi apprezzamenti, specialmente dal 2018 in poi. Sono stati nel frattempo acquisite anche altre aziende e startup del settore.
L'azienda si basa sulle donazioni e sugli introiti degli abbonati ai servizi.

## Netlify.app
Il principale servizio offerto dall'azienda è il portale netlify.app, che permette di ospitare applicazioni web e strutture software full-stack complete (incluse REST API), usando diversi insiemi di tecnologie possibili (LAMP/WAMP/MAMP, MEAN, XAMPP, molti framework per applicazioni web, etc.), monitorando il tutto attraverso diversi software GIT (GitHub, GitLab, etc.) e secondo diversi piani gratuiti o a pagamento. L'azienda ha creato anche uno stack software proprio, denominato Jamstack.
Esistono molti progetti sviluppati attraverso tale piattaforma che prevedono una veloce e gratificante interattività da parte del visitatore.
L'intero portale .app di Netlify riceve oltre 20 milioni di visualizzazioni mensili al 2023, secondo SimilarWeb (l'azienda addirittura afferma che il 16% degli internet visiterebbe un sito web o un'app web ospitata su netlify.app almeno una volta ogni mese) e vanta una comunità attiva.